# Ямпольський заказник
Я́мпольський (іноді називають Ямполівський)  — ландшафтний заказник місцевого значення. Розташований у Лиманському районі Донецької області біля села Ямполівка. Статус заказника присвоєно рішенням облвиконкому № 549 від 24 грудня 1986 року. Площа — 77 га. Територія заказника являє собою найпівнічнішу ділянку заплавного лісу по річці Чорний Жеребець.